# Edward Łubieński
Edward Henryk Jakub Łubieński herbu Pomian (ur. 19 sierpnia 1819, zm. 22 listopada 1867 w Rzymie) – pisarz, działacz katolicki i konserwatywny, hrabia, pan na Kalnicy i okolicach.
Syn Henryka i Ireny Potockiej, brat Juliana i Konstantego Ireneusza.
Został pochowany w kościele Św. Klaudiusza w Rzymie.